# Fort-Mahon-Plage
Fort-Mahon-Plage là một xã thuộc tỉnh Somme trong vùng Hauts-de-France miền bắc nước Pháp.

## Dân số
| Năm | 1962 | 1968 | 1975 | 1982 | 1990 | 1999 | 2006 |
| --- | ---- | ---- | ---- | ---- | ---- | ---- | ---- |
| Dân số | 942  | 976  | 978  | 962  | 1042 | 1140 | 1296 |
| From the year 1962 on: No double counting—residents of multiple communes (e.g. students and military personnel) are counted only once. |      |      |      |      |      |      |      |

## Thành phố kết nghĩa
- Bewdley (Vương quốc Anh)